# سرگذشت سرباز جو
سرگذشت سرباز جو (انگلیسی: The Story of G.I. Joe) یک فیلم جنگی نیمه‌مستند به کارگردانی ویلیام ولمن است که در سال ۱۹۴۵ منتشر شد. از بازیگران آن می‌توان به بورگس مریدیت و رابرت میچام اشاره کرد. این فیلم نامزد دریافت ۴ جایزه اسکار بود و رابرت میچام با این فیلم بود که بعنوان یکی از بزرگترین ستارگان سینما مطرح شد.
داستان فیلم در ستایشِ «سرباز جو»، (نمادی از همهٔ سربازان پیادهٔ ارتش آمریکا) و یگان ۱۸ام پیاده‌نظام ارتش آن کشور در جنگ جهانی دوم است که بر اساس مشاهدات مستقیم ارنی پیل خبرنگار جنگیِ برندهٔ جایزه پولیتزر روایت می‌شود که در جنگ‌هایی در تونس و ایتالیا، آنان را همراهی می‌کرد. (هرچند، در واقعیت، او یگان ۳۴ام و ۳۶ام پیاده‌نظام ارتش آمریکا را در این جنگ‌ها همراهی می‌کرد)
دو ماه بعد از اکران این فیلم، ارنی پیل در جریان نبرد اوکیناوا در «یوجیما» کشته شد. او در تاریخ ۱۴ فوریه ۱۹۴۵ در مقاله‌ای درباره این فیلم، نوشت: «هنوز هم آن را «سرگذشت سرباز جو» می‌نامند. من هرگز از این عنوان خوشم نیامد، اما کسی هم عنوان بهتری به ذهنش نرسید و خودم نیز حال و حوصلهٔ فکر کردن و یافتنِ یک نام بهتر، ندارم»
در سال ۲۰۰۹ میلادی، کتابخانه کنگره این فیلم را «به لحاظ فرهنگی، تاریخی و زیبایی‌شناختی، پُراهمیت» قلمداد کرده و آن را جهت حفظ و نگهداری دائمی، به فهرست ملی ثبت فیلم افزود.

## بازیگران
- بورگس مریدیت
- رابرت میچام
- فردی استیل
- ولی کَسل
- جیمی لوید
- ویلیام مورفی
- دوروثی ولمن
- جان آر. رایلی
- کهنه‌سربازان جنگی ایتالیایی و سیسیلی در نقش خودشان